# あめくみちこ
あめく みちこ（本名：佐藤 美智子、旧姓：天久、1963年11月14日 - ）は、日本の女優。

## 来歴・人物
沖縄県・宜野湾市出身。神奈川県立生田高等学校卒業。
東京ヴォードヴィルショーの舞台『ロードランナー』を観て感動したことがきっかけで、1982年に高校卒業と同時に劇団東京ヴォードヴィルショー養成所に入所。翌1983年に正所属となって入団。以来30年以上同劇団で活動を続ける。夫は佐藤B作。継子に佐藤銀平がいる。
2013年、読売演劇大賞優秀女優賞を受賞。2018年から阪口京子事務所所属。
夫のB作とともに三谷幸喜作品に複数回起用されている。

## 出演

### テレビドラマ

#### NHK
- 大河ドラマ
  - 太平記（1991年） - 新田保子 役
  - 風林火山（2007年） - 安 役
- 連続テレビ小説
  - かりん（1993 - 1994年） - 原口祥子 役
  - どんど晴れ（2007年） - 吉岡紀美子 役
  - カーネーション（2012年） - 川上 役
  - ちむどんどん（2022年） - 安室トメ 役（安室のおばぁ）
- 腕におぼえあり2 第10話「隠れ蓑」（1992年11月6日） - おくに 役
- 茂七の事件簿 ふしぎ草紙（2001年） - お京 役
  - 茂七の事件簿 新ふしぎ草紙（2002年）
- 愛と友情のブギウギ（2005年） - 紅谷冴子 役
- 桂ちづる診察日録 - おきた 役
  - 第11回「ちづるの縁談」（2010年11月27日）
  - 第12回「女の幸せ」（2010年12月11日）
- そこをなんとか2 第2話「これも愛あれも愛」（2014年8月10日） - 畑中芳江 役
- 逃げる女（2016年） - 大友季佐 役
- 大奥 Season2（2023年） - 歌橋 役
- 燕は戻ってこない（2024年4月30日 - 7月2日） - 大石昌江 役

#### 日本テレビ
- 新婚物語（1988 - 1989年） - 桜井理沙 役
- 明日はアタシの風が吹く（1989年）
- 野望の国（1989年） - 千代菊 役
- 悪女（1992年） - 香川薫 役
- 綺麗になりたい（1992年） - 千春
- ポケベルが鳴らなくて（1993年） - 村上真奈美 役
- 西遊記（1994年） - 春麗 役
- 喰いタン（2007年） - シケタ（健）の母 役
- デカ 黒川鈴木 第11話「ヒットマンは誰だ!?」（2012年3月15日、読売テレビ） - 村上ちあき 役
- お助け屋☆陣八（2013年） - 大野須美子 役
- さすらいのグルメハンター 函館編 第3話（2023年8月6日、BS日テレ） - 大村数江 役[8]
- 令和サスペンス劇場「旅人検視官 道場修作」愛知県蒲郡・西浦温泉殺人事件（2024年4月14日、BS日テレ） - 田向静代 役[9][10]
- 火曜サスペンス劇場
  - 吉備路殺人事件（1989年5月23日）
  - 女検事・霞夕子8「死なれては困る」（1991年9月24日） - 八代美佳 役
  - 小京都ミステリー5「奥飛騨三寺まいり殺人事件」（1992年1月28日） - 香坂美子 役
  - 偽りのハネムーン（1992年6月2日）
  - 弁護士・高林鮎子
    - 女弁護士・高林鮎子14「浜名湖汽水域」（1994年3月1日） - 前野美保 役
    - 弁護士・高林鮎子26「雲仙長崎旅路の果て」（2000年4月11日） - 山崎友里 役

  - 新・女検事 霞夕子
    - 新・女検事 霞夕子4「輸血のゆくえ」（1995年2月7日） - 志方希 役
    - 検事 霞夕子14「早朝の手紙」（1999年8月24日） - 槙みさき 役

  - 警部補 佃次郎2「黒髪の焦点」（1996年11月12日） - 坂上美雪 役
  - 救急指定病院7（1997年5月20日） - 浜崎響子 役
  - 犯罪心理分析官3（1997年8月12日） - 北村則子 役
  - 夜間中学（1998年1月20日） - 八木沢響子 役
  - 地方記者・立花陽介11「山陰出雲通信局」（1998年6月9日） - 橋本里子 役
  - 軽井沢ミステリー2「風立ちぬ」（2002年8月13日） - 相馬文恵 役
  - 街の医者・神山治郎4「消えた母性」（2003年2月4日） - 田端あさ美 役
  - 刑事・鬼貫八郎15「愛の軌跡」（2003年6月17日） - 中島雅子 役
- 火曜ドラマゴールド
  - 松本清張スペシャル・地方紙を買う女（2007年1月30日） - 堤早苗 役

#### TBS
- 子供が見てるでしょ!（1985年） - 啓子先生 役
- お坊っチャマにはわかるまい!（1986年） - 坂口ひとみ 役
- パパはニュースキャスター（1987年）
- ぼくの姉キはパイロット!（1987年） - 大蓮寺高子 役
- オヨビでない奴!（1987年）
- 想い出にかわるまで（1990年）
- パパとなっちゃん（1991年）
- それでも家を買いました（1991年） - 斉藤緑 役
- 誰にも言えない（1993年）
- 冠婚葬祭部長（1996年） - 神崎由美子 役
- 温泉へ行こう
  - 第1シリーズ・第2シリーズ（1999年 - 2001年） - 風間（神野）冴子 役
  - 第3シリーズ（2002年 - 2004年） ‐ 松本恵里香 役
- しあわせのシッポ（2002年） - 竹屋綾子 役
- 赤い疑惑（2005年） - 相良多加子 役
- 幸せになりたい!（2005年） - 塚田美智子 役
- 浅草ふくまる旅館 第1シリーズ（2007年） - 前島早苗 役
- 地獄の沙汰もヨメ次第（2007年） - 矢口徹子 役
- GM〜踊れドクター（2010年） - 墨田栄子 役
- おふくろ先生のゆうばり診療日記（2010年） - 井川智恵 役
- なるようになるさ。 - 大竹元子 役
  - シーズン1（2013年7月12日 - 9月20日）
  - シーズン2（2014年4月22日 - 6月24日）
- アリスの棘 - 有馬晴子 役
  - 第9話「最終決戦 屈辱・裏切り・逆転! そして希望の明日」（2014年6月6日）
  - 最終話「真実の残酷な棘-それぞれの光」（2014年6月13日）
- 警部補・杉山真太郎〜吉祥寺署事件ファイル 第8話「爆弾魔が吉祥寺署をジャック! 奇想天外な要求とは?」（2015年3月2日） - 早乙女真希 役
- 逆転弁護士・水木邦夫〜声なき叫び〜（2020年3月8日） - 高尾芳江 役
- ホテルマン 東堂克生の事件ファイル（BS-TBS） - 山下みなみ 役
  - ホテルマン東堂克生の事件ファイル〜八ヶ岳リゾート殺人事件〜（2022年1月22日）
  - ホテルマン東堂克生の事件ファイル〜日光鬼怒川温泉殺人事件〜（2023年3月18日）[11]
- 月曜ドラマスペシャル→月曜ミステリー劇場→月曜ゴールデン→月曜名作劇場
  - 誘惑の川（1990年2月12日）
  - 悲しくてやりきれない（1992年11月9日）
  - 弁護士高見沢響子 - 久松啓子 役
    - 弁護士高見沢響子1（1998年6月15日）
    - 弁護士高見沢響子2（1999年4月5日）
    - 弁護士高見沢響子3（2000年4月24日）
    - 弁護士高見沢響子4（2001年5月7日）
    - 弁護士高見沢響子5（2002年5月6日）
    - 弁護士高見沢響子6（2003年4月28日）
    - 弁護士高見沢響子7（2005年6月27日）
    - 弁護士高見沢響子8（2006年11月6日）
    - 弁護士高見沢響子9（2008年5月12日）
    - 弁護士高見沢響子10（2009年10月19日）
    - 弁護士高見沢響子11（2011年10月17日）
    - 弁護士高見沢響子12（2014年7月7日）

  - 小学校教師・沢木千太郎の事件ノート（2000年7月31日） - 深町しず江 役
  - 湯の町コンサルタント2「加賀百万石殺人事件」（2003年7月28日） - 沼田百合子 役
  - 横山秀夫サスペンス ネタ元（2005年9月5日） - 佐伯美佐江 役
  - 警視庁心理捜査官・明日香4（2014年6月16日） - 白駒律子 役
  - 刑事夫婦2（2016年3月7日） - 真鍋杏子 役
  - 温泉殺人事件シリーズ - 志垣素子 役
    - 温泉殺人事件シリーズ1「有馬温泉殺人事件」（2016年5月30日）
    - 温泉殺人事件シリーズ2「伊豆天城温泉殺人事件」（2016年10月24日）
    - 温泉殺人事件シリーズ3「修善寺温泉殺人事件」（2017年6月12日）

#### フジテレビ
- 男が泣かない夜はない（1986年） - 清沢恵 役
- 君の瞳をタイホする!（1988年）
- 君が嘘をついた（1988年）
- 東京ストーリーズ（1990年）
- 素顔のままで（1992年） - 高木麻子 役
- 誰かが彼女を愛してる（1992年） - 桑原兼子 役
- If もしも（1993年）
- サスペンス・魔「愛する人にきらめく死を」（1993年）
- 美味しんぼ（1994年） - 田畑絹江 役
- サザエさん（1994年）
- 古畑任三郎
  - 「さよなら、DJ」（1994年） - 安藤マネージャー 役
  - 「灰色の村（古畑、風邪をひく）」（1999年） - 日下部薫子 役
- 福井さんちの遺産相続（1994年） - 福井由美 役
- 最高の片想い（1995年） - 関本秀子 役
- ナースのお仕事（1996年） - 加納洋子 役
- ギフト 第9話（1997年） - レポーター 役
- 課長 島耕作4（1998年） - 山村純子 役
- ニュースの女（1998年） - 長井友子 役
- 悪いこと（1999年）
- 最後のストライク（2000年） - 津田悦子 役
- 離婚弁護士（2004年） - 高橋涼子 役
- エンジン（2005年） - 聡美
- サプリ（2006年） - 三浦礼子 役
- 会いたかった 〜向井亜紀・代理母出産という選択〜（2007年） - 鷲見侑紀 役
- 今週、妻が浮気します（2007年） - 一条かおり 役
- 法の庭（2007年）
- 細うで繁盛記（2007年） - 倉田久美 役
- いじわるばあさん（2009年） - 坂下松代 役
- チーム・バチスタ3 アリアドネの弾丸（2011年） - 谷口市子 役
- SMOKING GUN〜決定的証拠〜（2014年） - 宮本涼子 役
- 親愛なる僕へ殺意をこめて（2022年） - オバタサチ 役
- 世にも奇妙な物語
  - 「心臓の思い出」（2001年） - 伊藤真理子 役
- 金曜エンタテイメント
  - 美人三姉妹温泉芸者が行く!（1997年） - 香月美知子 役
  - 白線流し 19の春（1997年8月8日）
  - 女浮気調査員・暮林陽子（1998年2月6日） - 飯島美恵子 役
  - 夏樹静子ミステリー アリバイの彼方に（2005年） - 板倉辰子 役
- 金曜プレステージ
  - 赤い霊柩車シリーズ29（2012年） - 平山フミ 役
- 金曜プレミアム
  - 警部補・佐々木丈太郎8（2016年） - 池宮信恵 役

#### テレビ朝日
- はぐれ刑事純情派
  - ゲスト
    - 第7シリーズ 第4話「母性の殺意！女刑事の怒りと悲しみ」（1994年4月27日） - 三井弥生 役

  - 里見恵子 役
    - 第11シリーズ 第12話「里見刑事結婚す！不倫アリバイの女」（1998年6月17日）
    - 第13シリーズ 第12話「学級崩壊殺人!? 里見刑事の息子が犯人？」（2000年6月21日）
    - 第16シリーズ
      - 第4話「わが子を叱れない！殺意の家族写真」（2003年4月23日）
      - 最終話「さよなら里見刑事！視姦!? 覗かれた真犯人」（2003年9月17日）
- はみだし刑事情熱系 PART1 第6話「家族殺人！涙の絆」（1996年11月20日） - 佐竹真砂子 役
- 科捜研の女
  - season2 第2話「記憶を失くした目撃者 チョコアイスが見た殺人!!」（2000年10月26日） - 荻原光恵 役
  - season16 第3話「夫婦愛修復ミステリー」（2016年11月10日） - 城ヶ崎渚 役
  - season20 第1話「榊マリコになれなかった女」（2020年10月22日） - 井ノ口聖子 役
- 松本清張没後10年記念・張込み（2002年） - 鈴木婦警 役
- 京都地検の女 第3シリーズ 最終話「鶴丸検事、20年目の運命の再会…同級生は殺人犯で被害者!? チェッカーズの名曲が暴く家庭崩壊の秘密と嘘」（2006年6月22日） - 和田志乃 役
- 生徒諸君! - 青木文代 役
  - 第6話「最高の修学旅行」（2007年5月25日）
  - 第7話「学校vs14才〜決死の持久戦」（2007年6月1日）
- その男、副署長〜京都河原町署事件ファイル〜 season1 第5話「VS疑惑の女弁護士!! 死体なき殺人の謎!!」（2007年5月24日） - 藤島真理 役
- 点と線（2007年） - 仲居・八重子 役
- 臨場 第一章 第6話「罪つくり」（2009年5月20日） - 桐岡素子 役
- 刑事定年（2010年） - 多田野靖子 役
- DOCTORS2 最強の名医 最終話「前代未聞の合同オペ!! いざ最強決戦!!」（2013年9月5日） - 大村奈加子 役
- ゼロの真実〜監察医・松本真央〜 第1話「嘘をつく遺体VS解剖室の女帝」（2014年7月17日） - 三神珠江 役
- グッドパートナー 無敵の弁護士 - 島津佐知代 役
  - 第7話「温泉爆発!? 理不尽な敵に勝つ!」（2016年6月2日）
  - 第8話「今夜決着!! 3億を巡る法廷対決」（2016年6月9日）
- 遺留捜査 第5シーズン 最終話「糸村、最後の事件!! 特対VS1000億の発明を狙う爆弾犯！カラフルな魚の鱗に美人科学者の秘密…二重三重の罠で糸村ついに殉職!?」（2018年9月13日） - 海老沢久美 役
- 相棒 season17 第16話「容疑者 内村完爾」（2019年2月20日） - 笹山由美 役
- 警視庁・捜査一課長スペシャル（2020年1月3日） - 伊達巻 役
- 土曜ワイド劇場
  - 真夏の女子高生連続殺人（1990年9月15日） - 村岡久美子 役
  - 探偵事務所III（1996年9月7日） - 勝山由利江 役
  - まじめ警部補とかたやぶり刑事1「エステ美女連続殺人事件!」（1997年2月1日） - 南ひかる 役
  - 松本清張スペシャル・黒い樹海（1997年11月29日） - 町田知枝 役
  - 弁護士 朝吹里矢子7「嘱託殺人の罠」（2000年9月2日） - 堀佐久子 役
  - 終着駅の牛尾刑事VS事件記者・冴子9「灯」（2009年12月12日） - 山寺詩子 役
  - 人類学者・岬久美子の殺人鑑定1（2010年9月4日） - 野路直子 役
  - 殺人予告（2011年1月29日） - 立花玲子 役
  - 逆転報道の女 NEWS1（2012年2月18日） - 鶴見貴美子 役
  - タクシードライバーの推理日誌32（2013年4月6日） - 新藤久美 役
  - 広域警察4（2013年10月19日） - 中井初枝 役
  - 温泉若おかみの殺人推理28（2014年9月13日） - 三上久恵 役
  - 再捜査刑事・片岡悠介（2015年 - ） - 姉川恵津子 役
- 日曜プライム
  - おかしな刑事22・24（2020年） - 夏井寧子 役

#### テレビ東京
- 優しいだけがオトコじゃない（1990年）
- 孤独のグルメSeason3 第2話（2013年7月17日） - 第一亭・店員(妹) 役
- 三匹のおっさん〜正義の味方、見参!!〜（2014年） - 松木の妻
- 警視庁強行犯係・樋口顕 - 浅井佳純 役
  - Season1（2021年）
  - Season2（2022年）
  - 炎上（2024年）[12]
- 水曜ミステリー9
  - 捜査検事・近松茂道（2011年） - 浦辺房子 役
  - 信州山岳刑事 道原伝吉（2015年） - 重村由美子 役
- 月曜プレミア8
  - 越境捜査（2020年） - 韮沢千佳子 役

### 映画
- ペエスケ ガタピシ物語（1990年） - 由美 役
- 遊びの時間は終らない（1991年） - 浅虫敬子 役
- お墓と離婚（1993年） - 中西みどり 役
- BeRLiN（1995年） - レイコ 役
- ザジ ZAZIE（1989年） - ラブホテルの女 役
- 豚の報い（1999年） - ミヨ 役
- KEEP ON ROCKIN'（2002年）
- 明日があるさ THE MOVIE（2002年） - 名門私立小学校試験官 役
- 東京フレンズ The Movie（2006年）
- 歌う！ヒットマン（2011年、CinemaDrive） - 佐伯月子 役
- 空の境界（2013年） - 澤村和美 役
- 夜明けまでバス停で（2022年）[13]

### 舞台
- 真夏のサンタクロース（1995年、天王洲アイルアートスフィア）
- ゴット・ブレス・You!（1997年、パナソニック・グローブ座）
- 人間合格（1998年、紀伊國屋サザンシアター）
- 妙なこと（1998年、下北沢OFF OFFシアター）
- アンタの日記（2002年、下北沢ザスズナリ）
- ライアーガール（2002年、天王洲アイルアートスファイア、地方あり）
- 江戸の花嫁（2003年、明治座）
- 谺来る（2004年、明治座）
- 奪うこと（2004年、新宿シアタートップス）
- 丹下左膳（2004年、新橋演舞場、地方あり）
- 相談にのってる場合か!?（2005年、新宿シアタートップス）
- アパッチ砦の攻防～戸惑いの日曜日～（2006年、サンシャイン劇場）
- 竜馬の妻とその夫と愛人（2006年、ジャパンソサエティ）
- 仇討物語・でんでん虫（2007年、明治座）
- 志村魂3（2008年5月17日 - 25日、天王洲 銀河劇場、地方あり）
- 負傷者16人（2012年、新国立劇場）
- 謎解きはディナーのあとで（2012年、天王洲 銀河劇場）
- ミュージカル『狸御殿』（2016年8月、新橋演舞場） - お蔦 役 [14]
- かもめ（2016年） - ポリーナ 役[15]
- 春のめざめ（2017年、KAAT神奈川芸術劇場 他）[16]
- 春のめざめ（再演）（2019年、KAAT神奈川芸術劇場 他）[17]
- イントゥ・ザ・ウッズ（2022年1月11日 - 31日、日生劇場 / 2月6日 - 2月13日、神田芸術劇場メインホール) - ジャックの母 役
- 赤堀雅秋プロデュース「ケダモノ」（2022年4月21日 - 5月22日、東京・本多劇場 / 北海道・かでるホール / 大阪・サンケイホールブリーゼ）[18]
- 音楽劇「浅草キッド」（2023年10月8日 - 22日、明治座 / 10月30日 - 11月5日、新歌舞伎座 / 11月25 - 26日、愛知県芸術劇場） - 塚原 役
- セツアンの善人（英語版）（2024年10月16日 - 11月4日、世田谷パブリックシアター / 11月9日・10日、兵庫県立芸術文化センター 阪急中ホール） - シン 役[19][20]
- 陽気な幽霊（2025年5月、シアタークリエ / 6月、梅田芸術劇場 シアター・ドラマシティ / 6月、福岡市民ホール 中ホール） - ブラッドマン夫人 役[21]
- ミュージカル「もう一度抱きしめて」（2025年1月29日 - 2月2日、博品館劇場）[22]
- 赤堀雅秋プロデュース「震度3」（2025年8月21日 - 9月7日〈予定〉、本多劇場 / 9月10日 - 16日〈予定〉、梅田芸術劇場 シアター・ドラマシティ / 9月19日 - 21日〈予定〉、J:COM北九州芸術劇場 中劇場）[23]

### ラジオ番組
- NISSANミッドナイトステーション ザ・欽グルスショー （1985年4月 - 同年9月 金曜日担当）

### その他のテレビ番組
- オレたちひょうきん族（1984年7月21日 - 1989年、フジテレビ） - 薬師丸ひろ子のそっくりさんとして[24]。
- マイルド欽ドン!
- 欽ちゃんの週刊欽曜日
- 日立 世界・ふしぎ発見! - ミステリーハンター
- ワイド!スクランブル

### CM
- 鳥取銀行